# Desert Bus (Angry Video Game Nerd)
'Desert Bus' es el vigésimo segundo y último episodio de la novena temporada que se emitió en FOX el 18 de mayo de 2014 el final de temporada esto es después del episodio Simpsons Season 25 final da temporada el último episodio antes de Angry Video Game Nerd: The Movie lanzado dos meses después el 26 de septiembre de, 2014.
El episodio escrito por Michael Blakey después de Beavis and Butt-Head y dirigido por Steve Beers final de la serie de Angry Video Game Nerd el final de Angry Video Game Nerd: The Movie lanzado el 26 de septiembre por Universal Pictures

## Argumento
abstracto, al igual que las estrellas principales, Penn y Teller. Concluye diciendo que vale la pena ver los clips de Penn y Teller. Comienza Desert Bus, esperando que luego vea un programa de Penn and Teller. Después de jugar solo unos segundos, está completamente sorprendido de lo extremadamente aburrido que es.
el juego es. Se queja de que no hay nada que puedas hacer en el juego, además de conducir el autobús o abrir las puertas. Se asusta cuando descubre que todo el juego tarda ocho horas en completarse. También critica el juego por no poder hacer una pausa, lo que demuestra que necesita conducir continuamente. Después de quejarse, toma un trago, pero no quiere estar borracho mientras juega. También cuelga un árbol de olor.
Él descubre que solo obtienes un punto después de completar el juego. Compara el juego con la película Empire de Andy Warhol. Él explica que iba a haber un increíble
Concurso Desert Bus antes de que el juego no se lanzara. Él dice que de vez en cuando un insecto salpicará tu parabrisas, con la esperanza de que suceda. Al Nerd se le ocurre la idea de poner unos alicates en el botón A para que el juego funcione solo. Pero cuando el Nerd se va, el autobús gira lentamente hacia la derecha, lo que hace que el autobús se atasque en la tierra. El Nerd regresa tratando de detenerlo, pero es demasiado tarde. Llega una grúa y toma el autobús de regreso a Tucson. El Nerd concluye
diciendo que es uno de los peores juegos que ha jugado, debido a su aburrimiento y otros defectos menores. Sabiendo que el juego ha ganado popularidad, Nerd decide retirarse después de no advertir al mundo sobre el juego. Se muestra un montaje de clips de episodios anteriores de Angry Video Game Nerd. Pero se detiene en su estante de juegos para encontrar un truco de Castlevania II hecho por fanáticos, y decide jugarlo para terminar con la serie. Sin embargo, se sorprende al encontrar importantes mejoras, como sugerencias útiles, textos rápidos y mejores gráficos. Luego de ver la pista del cristal rojo en el juego, el Nerd decide no retirarse luego de ver que su mensaje ha sido escuchado. El Nerd espera encontrar algo más grande que lo que ha hecho, insinuando Angry Video Game Nerd: The Movie.
- Datos: Q130101184